# Прокупле (городское поселение)
Прокупле (серб. Град Прокупље) — городское поселение в Сербии, входит в Топличский округ.
Население городского поселения составляет 46 729 человек (2007 год), плотность населения составляет 62 чел./км². Занимаемая площадь — 759 км², из них 58,9 % используется в промышленных целях.
Административный центр городского поселения — город Прокупле. Городское поселение Прокупле состоит из 107 населённых пунктов, средняя площадь населённого пункта — 7,1 км².

## Галерея

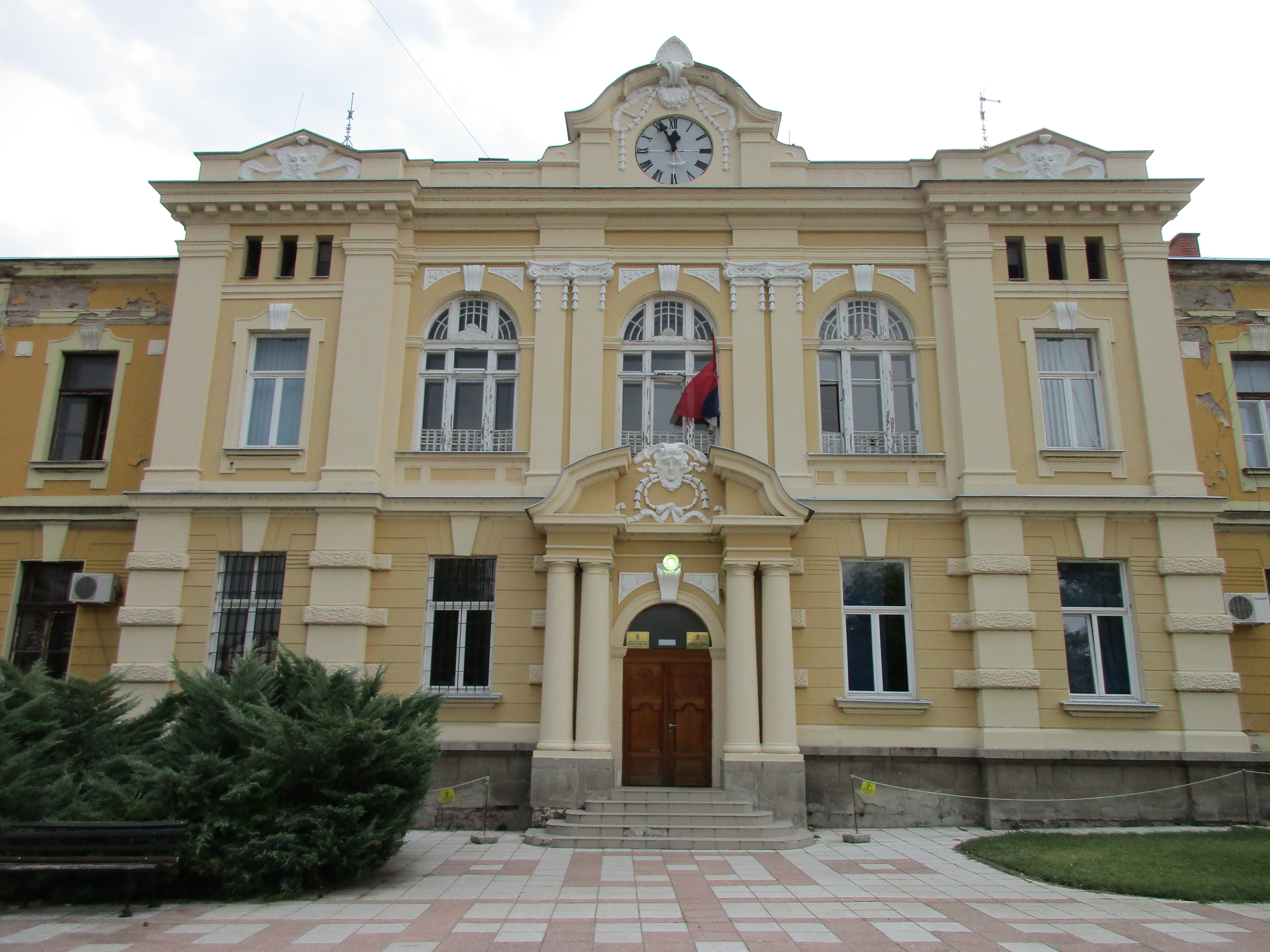
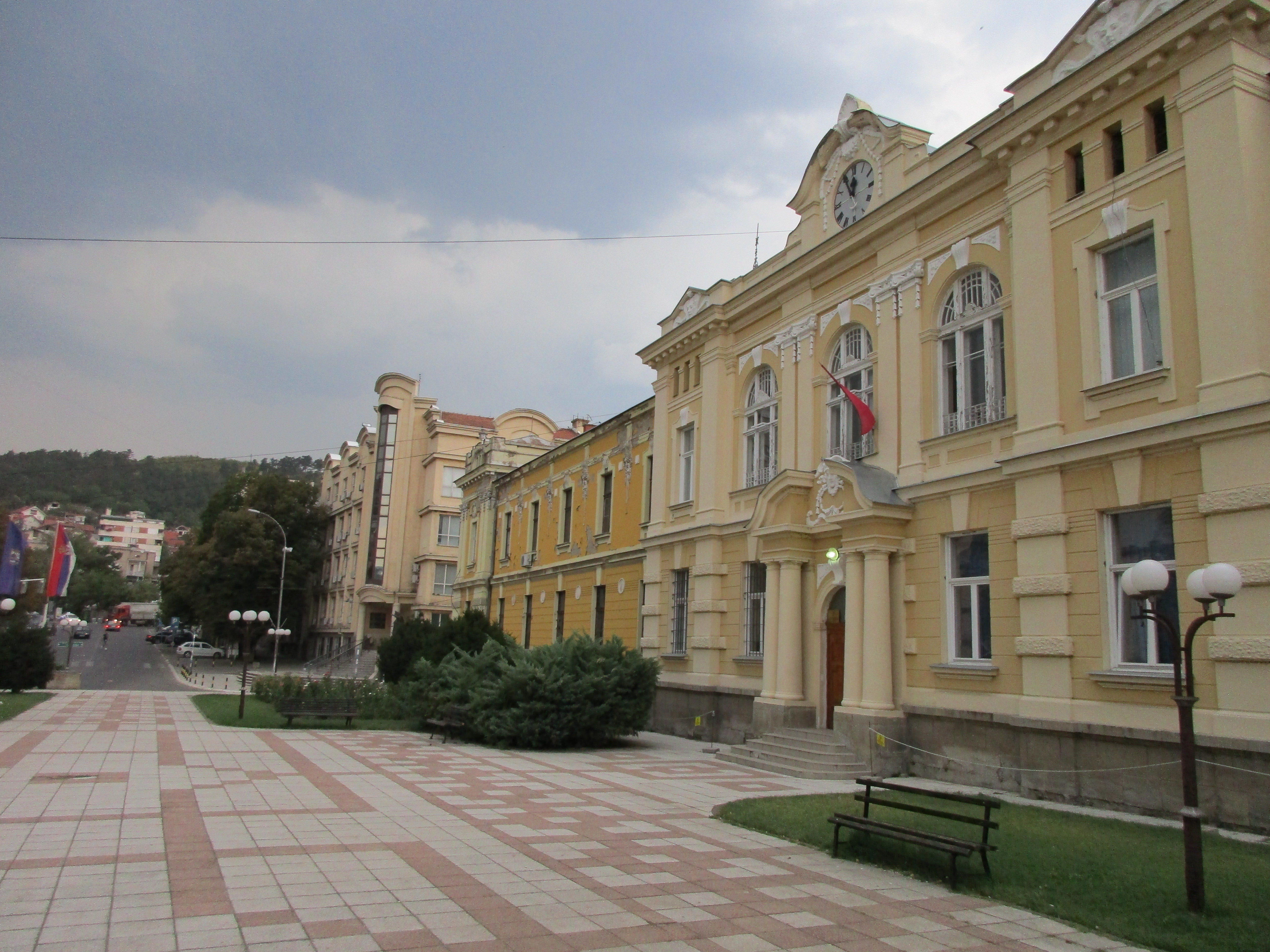
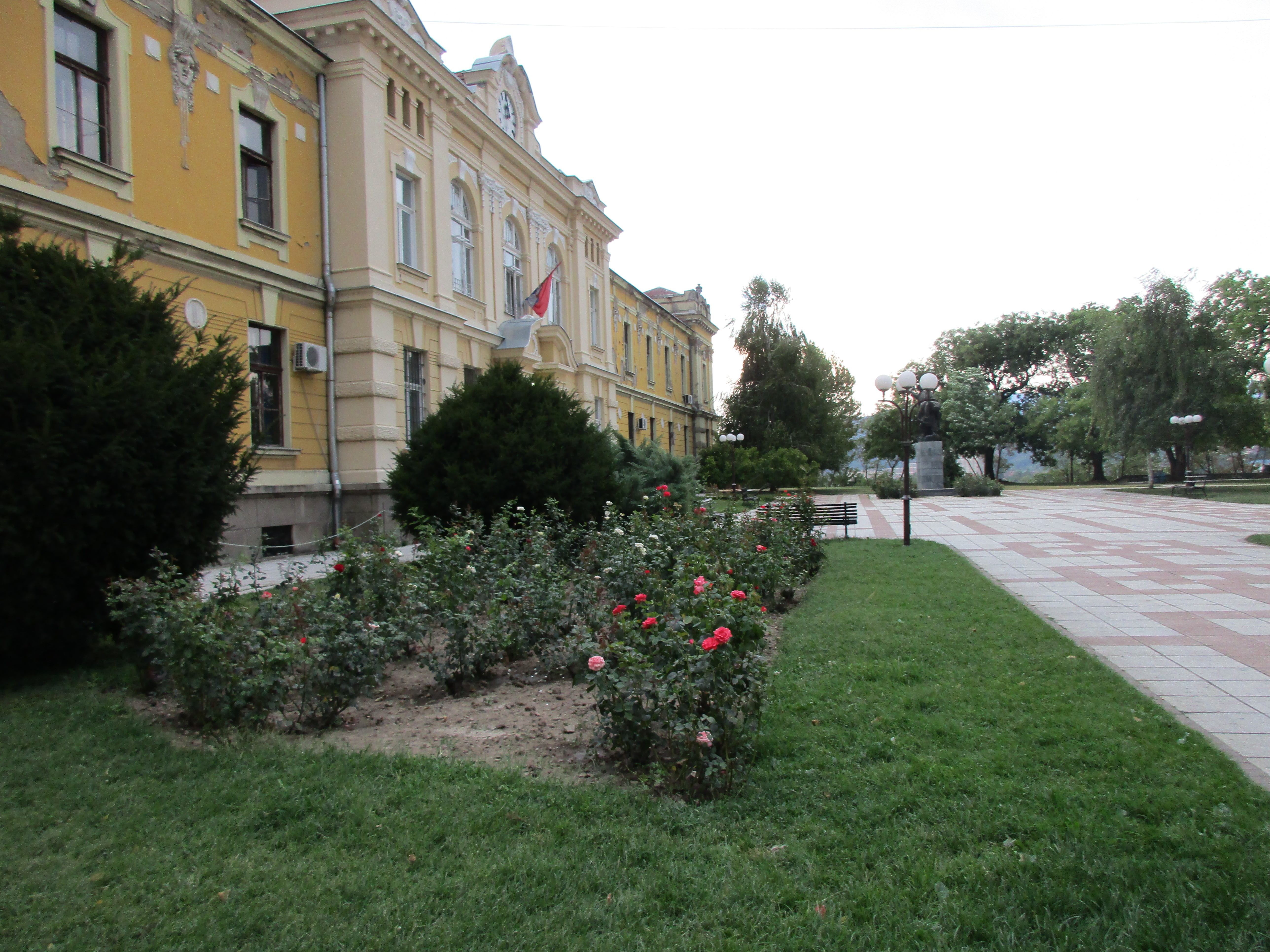
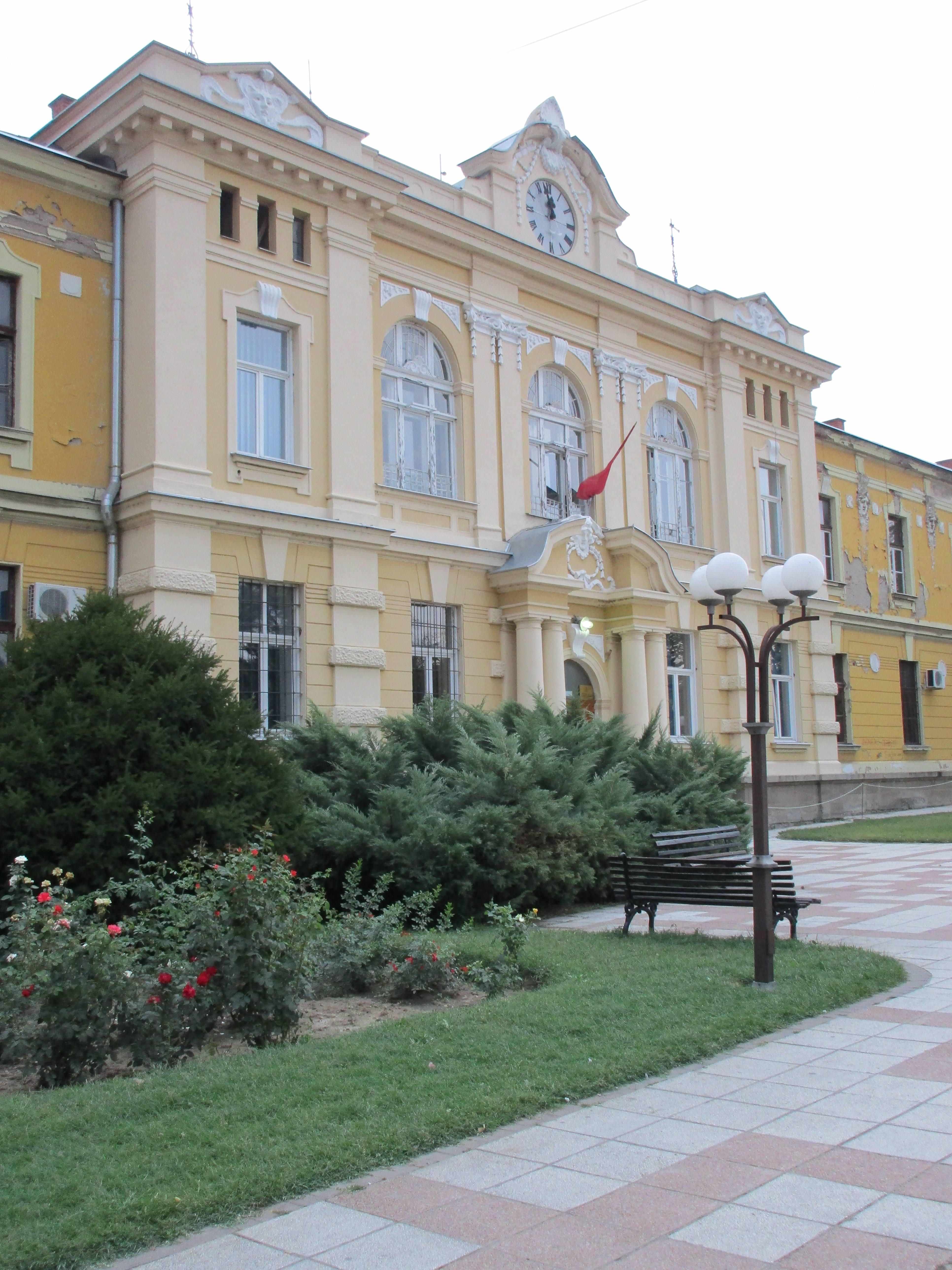
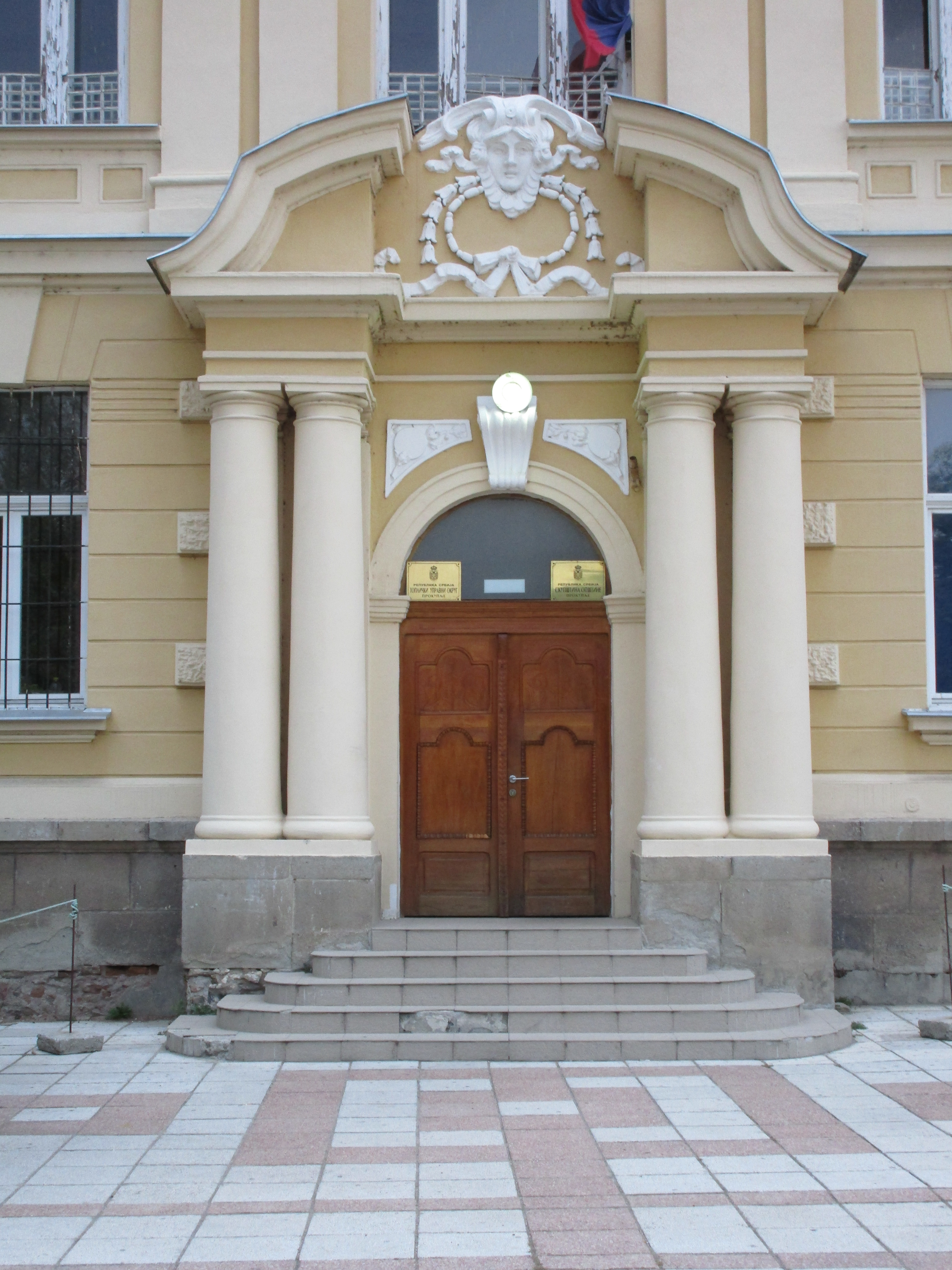

## Статистика населения
| Год  | Население, чел. |
| ---- | --------------- |
| 1991 | 51 524          |
| 2001 | 48 790          |
| 2002 | 48 459          |
| 2003 | 48 213          |
| 2004 | 47 995          |
| 2005 | 47 653          |
| 2006 | 47 227          |
| 2007 | 46 729          |